# Chirotica ruficeps
Chirotica ruficeps là một loài tò vò trong họ Ichneumonidae.